# イタロ・カルヴィーノ (小惑星)
イタロ・カルヴィーノ (22370 Italocalvino) は小惑星帯に位置する小惑星。イタリア共和国ロンバルディア州ブレシア県バッサーノ・ブレシャーノのバッサーノ・ブレシャーノ天文台で発見された。
イタリアの小説家、イタロ・カルヴィーノから命名された。